# Coychurch Higher
Coychurch Higher (en anglais) ou Llangrallo Uchaf (en gallois) est une communauté du borough de comté de Bridgend, au pays de Galles.
C'est une communauté rurale à l'habitat dispersé, à l'exception du petit village de Heol-y-Cyw (en). Au recensement de 2011, elle comptait 888 habitants.